# Дукшта, Николай Борисович
Николай Борисович Дукшта — советский хозяйственный, государственный и политический деятель, Герой Социалистического Труда.

## Биография
Родился в 1944 году в деревне Первое Мая. Член КПСС.
С 1961 года — на хозяйственной, общественной и политической работе. В 1961—2002 гг. — разнорабочий Гродненского районного отделения производственного объединения «Белсельхозтехника» Министерства сельского хозяйства БССР, солдат Советской Армии, слесарь, машинист, старший машинист, аппаратчик Гродненского производственного объединения «Азот» имени С. О. Притыцкого Министерства по производству минеральных удобрений СССР
Указом Президиума Верховного Совета СССР от 3 июня 1986 года присвоено звание Героя Социалистического Труда с вручением ордена Ленина и золотой медали «Серп и Молот».
Умер в Гродно в 2002 году.